# Fornalutx
Fornalutx (Fornaluch en castillan) est une commune d'Espagne de l'île de Majorque dans la communauté autonome des Îles Baléares. Elle est située au nord de l'île et fait partie de la comarque de la Serra de Tramuntana.

## Géographie

Localisation de l'île Majorque dans les Îles Baléares.
Localisation de Fornalutx dans l'île de Majorque.
Localisation de la comarque de la Serra de Tramuntana dans l'île de Majorque.

La commune s'est détachée une première fois de la commune voisine de Sóller en 1812, une deuxième fois en 1820, et finalement définitivement en 1837.

## Démographie
| 1991 | 1996 | 2001 | 2004 |
| ---- | ---- | ---- | ---- |
| 562  | 507  | 618  | 679  |

## Administration
Le maire de Fornalutx est Joan Albertí Sastre, élu une première fois en 2003 et réélu de 2007 à 2019.
Jusqu'en 1812 Fornalutx était un hameau de la commune de Sóller. C'est le 1er novembre 1812 - jour de la Toussaint - que, sous la présidence du maire Antoni Mayol Arbona (Xoroi) de la Maison des Mayol de Bàlitx, fut constitué le premier conseil municipal de Fornalutx.
Rattaché à Sóller en 1814 et en 1823 pour cause de la suppression du système constitutionnaliste en Espagne, l'établissement de la commune sera définitif en 1837 sous la régence de la veuve de Ferdinand VII avec Bartomeu Estades de Moncaire Socies de Fangar (1807-1860).
Le conseil municipal de Fornalutx se compose de sept membres, le maire inclus, élus tous les quatre ans par suffrage direct et moyennant des listes closes. Le conseil municipal de Fornalutx a un maire, un adjoint et, jusqu'en 2019, deux conseillers appartenant au Parti Populaire (droite) qui représentent la majorité. La minorité est représentée par deux conseillers, l'un de l'Union Majorquine (régionaliste) et l'autre du Parti Socialiste Ouvrier Espagnol (Gauche). Cette répartition a changé en 2019.
Le registre civil espagnol existe en Espagne depuis 1870 ; il est confié au ministère de la Justice. Son représentant à Fornalutx est le juge de paix (Juge de Pau). Le juge de paix et son suppléant sont élus par le conseil municipal et nommés par le Tribunal supérieur de justice des Baléares. Les actes d'état civil que le juge de paix de Fornalutx est en droit de délivrer sont obligatoirement contresignés par le secrétaire du Jutjat de Pau (Juzgado de Paz).
Avant la promulgation de la Constitution espagnole de 1978 et le statut d'autonomie de 1983, le juge de paix et son suppléant étaient désignés directement par l'Audience Territoriale des Îles Baléares sur proposition d'une terne[pas clair] présentée par le Conseil municipal. Il en était de même pour le Fiscal de Pau (Fiscal de Paz, procureur de Paix). Cette dernière charge est supprimée[Quand ?].
Le dernier « fiscal » de Fornalutx fut Bernat Barceló Busquets qui, en 1989, remplaça Joan Antoni Estades de Moncaire i Bisbal, élu cette année-là, juge de paix suppléant après avoir été procureur de paix de 1976 à 1989 (mandats de cinq ans).
Guillem Puig Mascaró est (en 2007) le juge de paix de Fornalutx. Il est licencié en lettres (philologie catalane) de l'université des îles Baléares.

## Patrimoine
- L'église du village est placée depuis 1483 sous l'autorité de la Nativité de Notre Dame. Les registres des baptêmes, mariages et décès existent depuis 1581. Jusqu'en juin 1913, elle fut rattachée à la paroisse de Sant Bartomeu de Sóller.
- La mairie de Fornalutx se trouve au numéro un de la rue du Vicari Solivellas. Elle porte le surnom de Can Arbona (chez Arbona), nom de la famille propriétaire du lieu aux XVe et XVIe siècles. La famille Estades de Moncaire en devint propriétaire ensuite. Dans les années 1950, sous le mandat du maire Josep Arbona Busquets, la commune fit l'acquisition de l'édifice qui fut restauré après la mort du général Franco.

## Photos

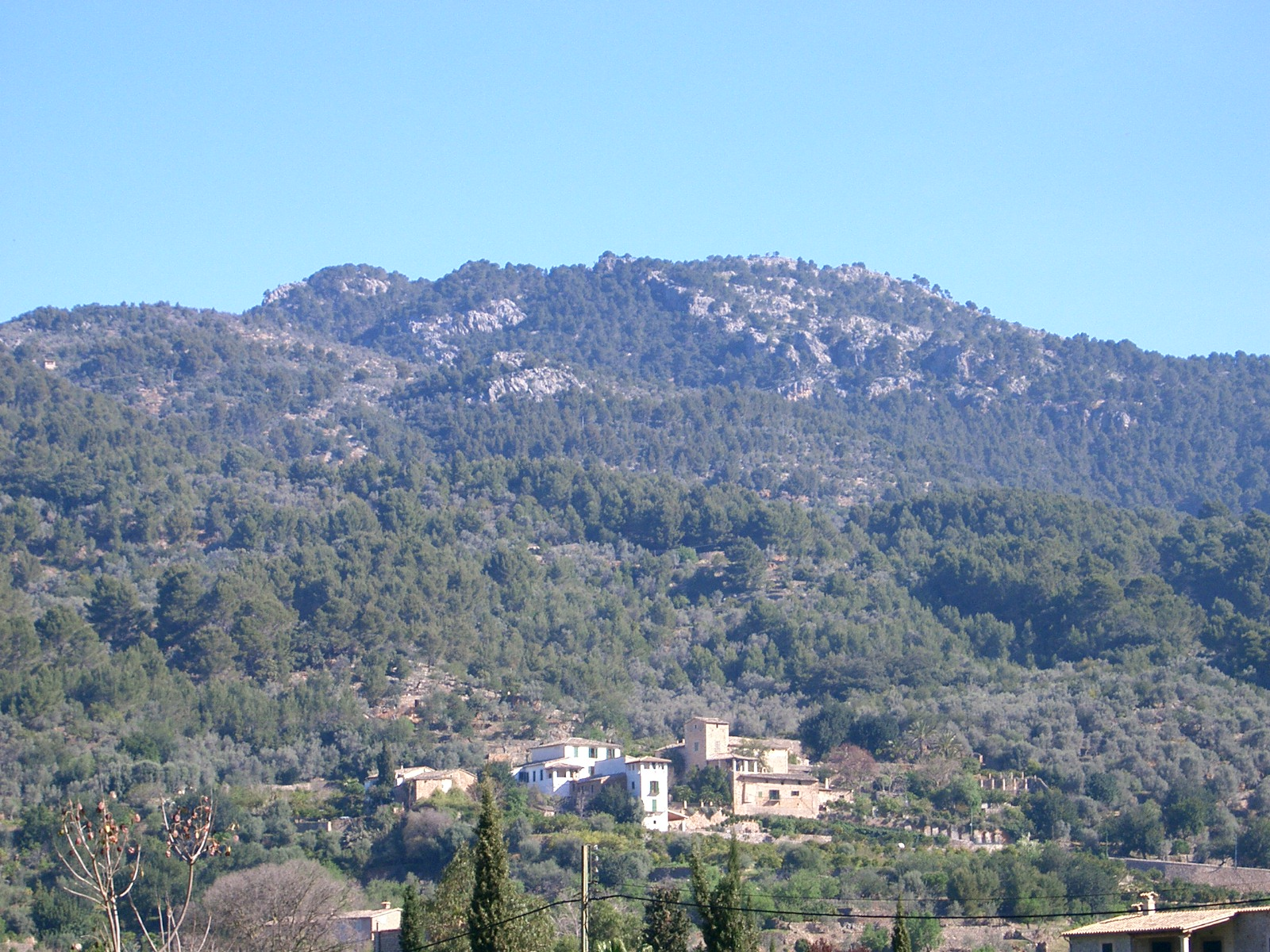
Binibassí.
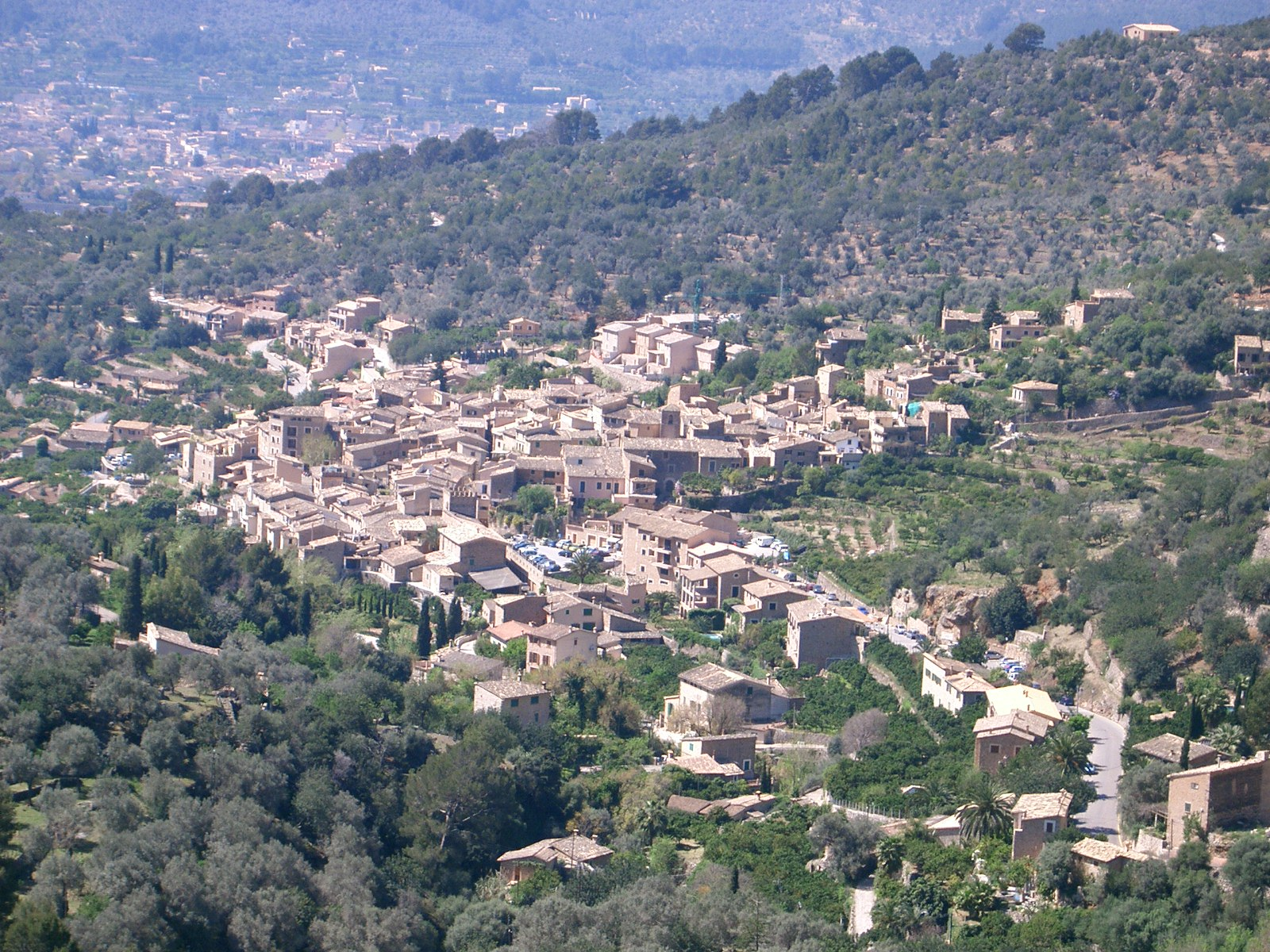
Fornalutx.
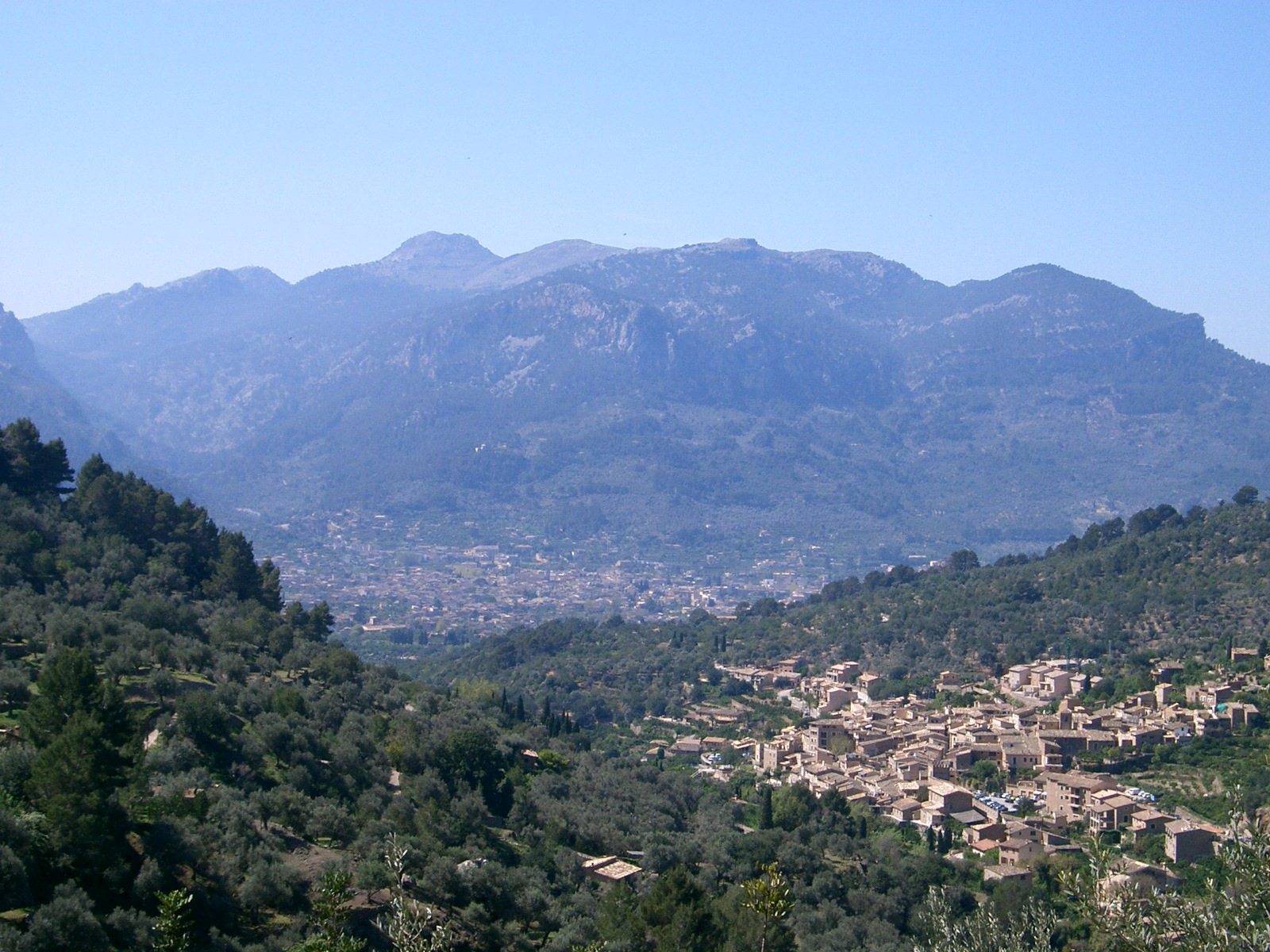
Fornalutx, amb Sóller i el Teix.
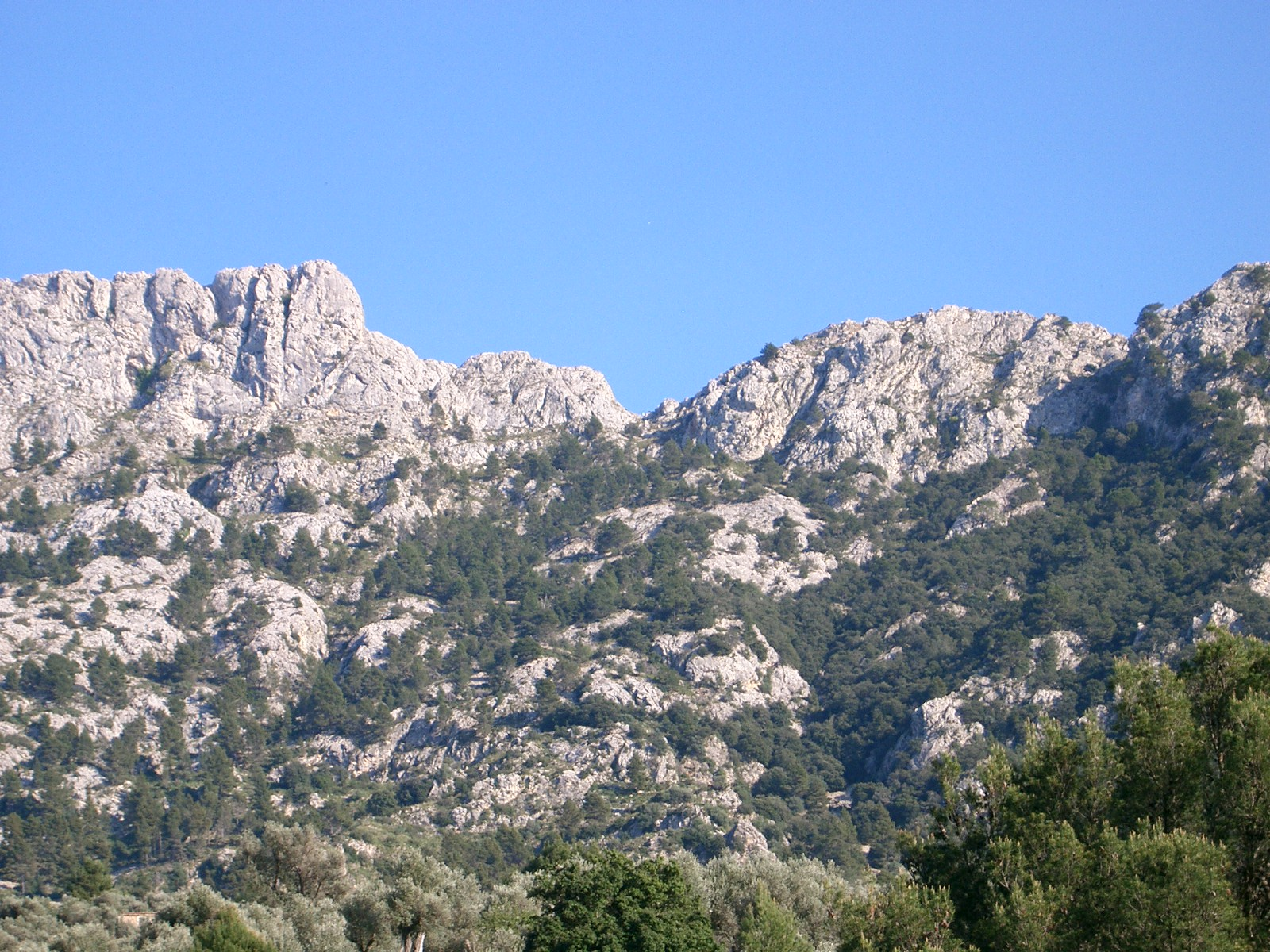
Es Portell de Sa Costa.

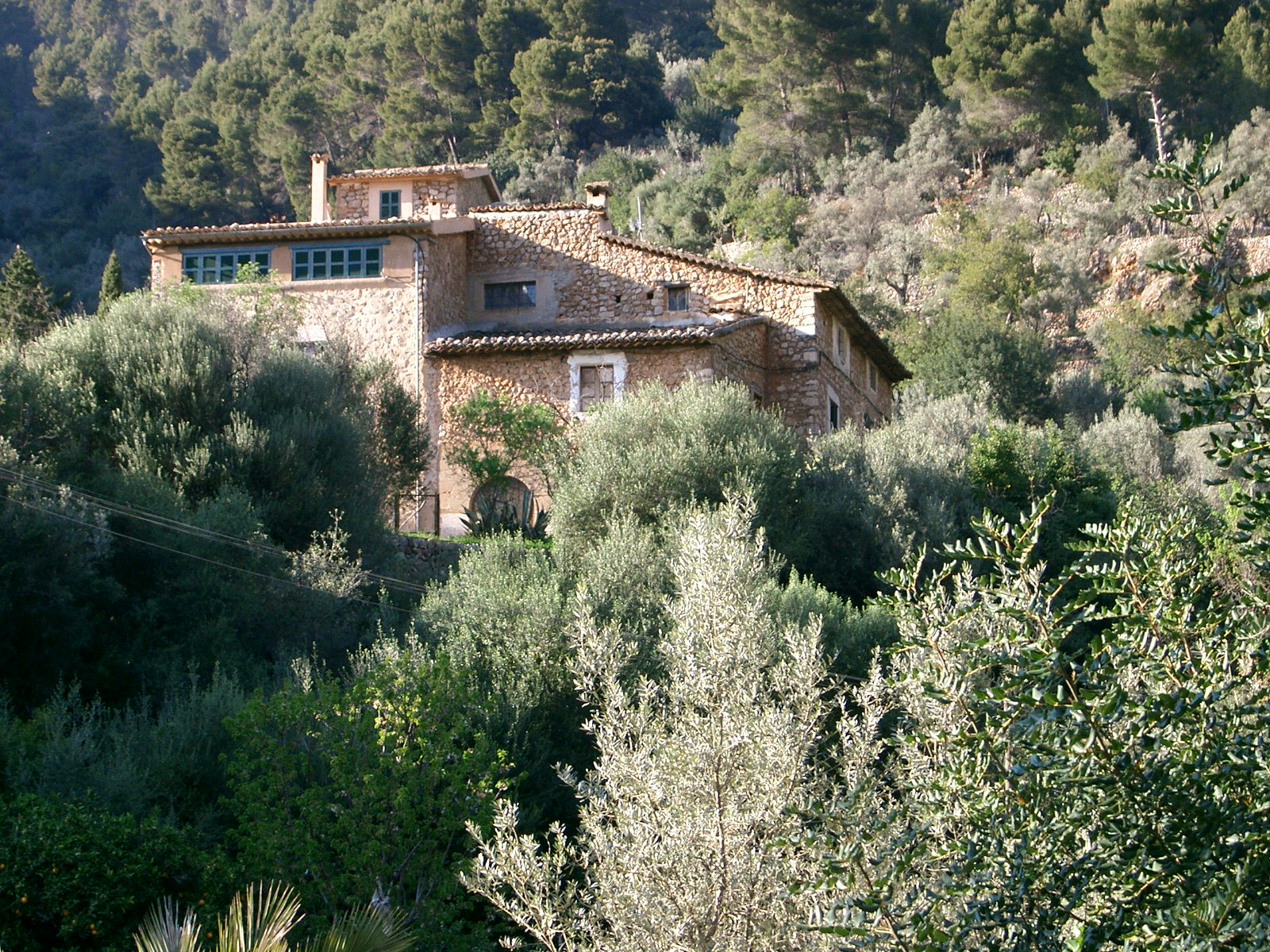
S'Alqueria.
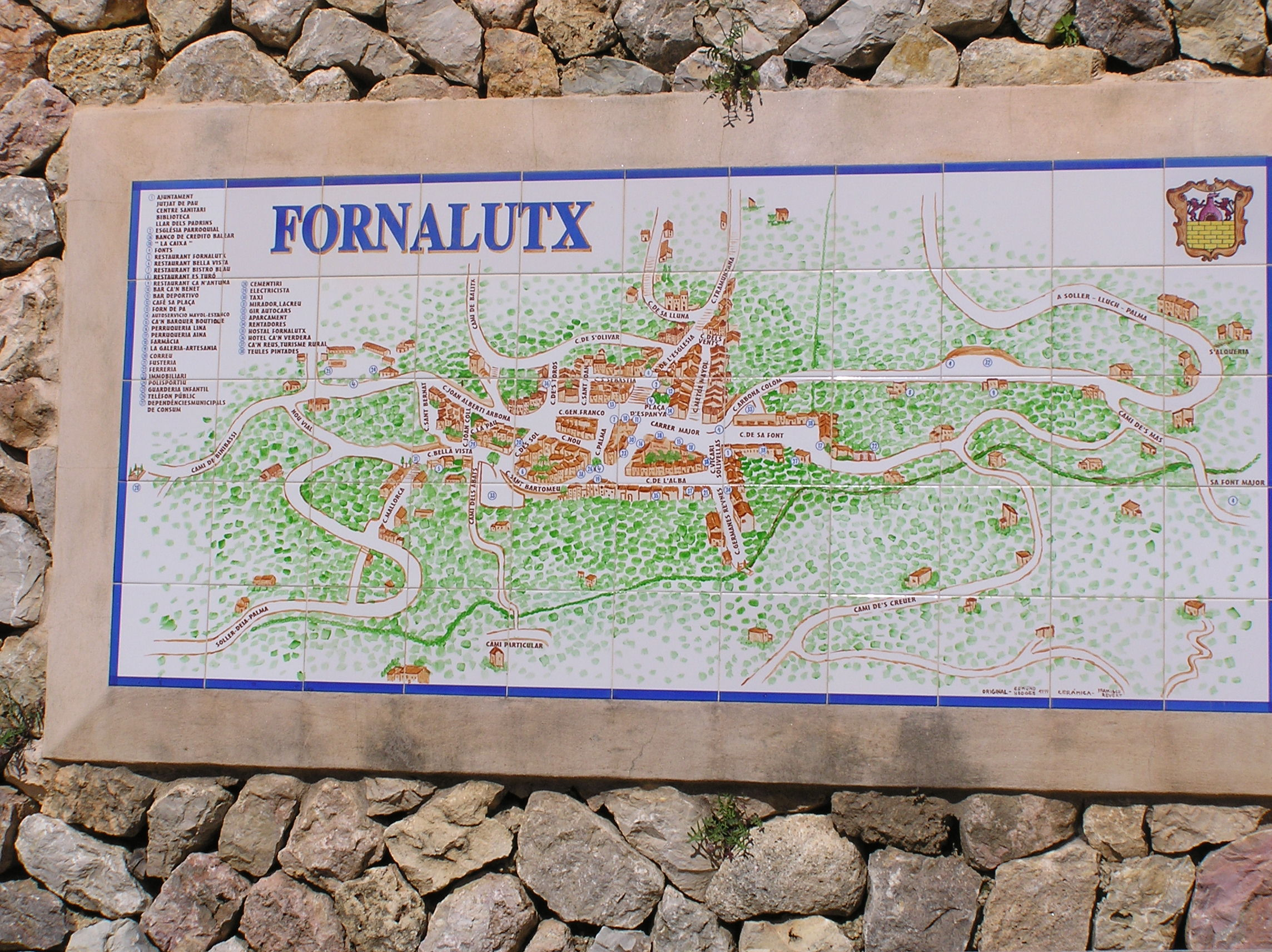
Carte du village.
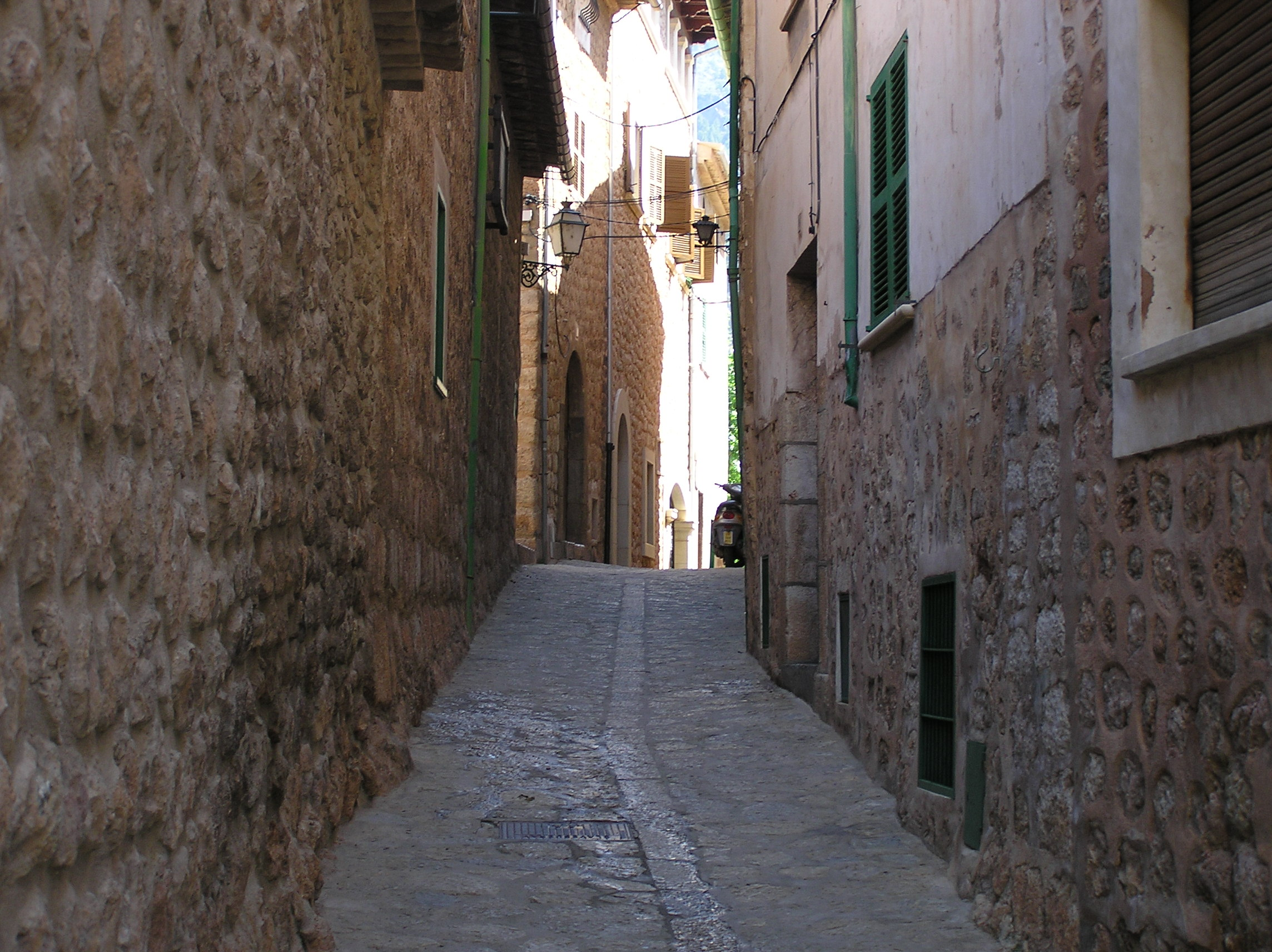
Ruelle.